# منابع حقوق
در هر نظام حقوقی، حقوق ناشی از مقام و قدرتی است که حق وضع قانون را دارد و آن قانون را در سرحدهای حاکمیت خود اجرا می‌کند. به این مقام منبع حقوق گفته می‌شود.. 
از نظر تاریخ مدرنیته،قواعد و ضابطه های  دینی از اجتماع جداست و نباید بر مسائل سکولار تأثیر گذاشته باشد، ولی از قرن بیستم هنوز در برخی از جوامع مذهبی استفاده می شود. قوانین شرعی مبتنی بر اصول اسلامی به عنوان نظام حقوقی اولیه در چندین کشور از جمله ایران و عربستان سعودی استفاده می شود.عبارت منبع حقوق همچنین می‌توانند اشاره به سرچشمه و اصل قوانین حقوقی داشته باشد.
منبع حقوق در نظام‌های حقوقی گوناگون متفاوت است، ولی ممکن است شامل موارد زیر بشوند:
- قانون
- عرف
- رویه قضایی
- عقل
- آرای قضات
- دکترین و ایدئولوژی
- انصاف (حقوق)

منابع مختلف در نظام‌های مختلف اهمیت متفاوتی دارند، مثلاً در نظام حقوقی رومی-ژرمنی قانون نقش محوری دارد و در کامن لا نقش عرف و رویهٔ قضایی بیشتر است.